# One in a Million (singolo Aaliyah)
One in a Million è singolo della cantante statunitense Aaliyah, scritta da Missy Elliott, pubblicato il 12 novembre 1996 come terzo estratto dall'album omonimo. Il singolo è arrivato al numero 1 delle classifiche Billboard Hot R&B/Hip Hop Airplay Singles ed è entrato nelle classifiche di vari paesi.

## Composizione e testo
Il singolo è una ballata R&B che presenta influenze soul e soprattutto hip hop. Il produttore Timbaland ha composto il beat usando scratch e piatti, oltre al campionamento del canto di grilli, che dona al pezzo un'atmosfera notturna, misteriosa e futuristica (questa tecnica è caratteristica delle produzioni di Timbaland, e un utilizzo simile ne è stato fatto in Are You That Somebody?). Il brano è stato scritto da Missy Elliott, che presta la sua voce all'intro e all'outro della canzone, ed è una dichiarazione d'amore al proprio uomo. Aaliyah canta nella prima strofa di come tra lei e il suo partner ci sia un'ottima chimica, per cui dimostra di non avere nessuna intenzione di sostituirlo con qualcun altro, ma di voler passare tutta la vita con lui e condividere ogni cosa con lui. Il ritornello spiega appunto che il suo amore è "uno su un milione" e che la fa stare bene per tutto il giorno. La cantante continua dicendo che gli darà tutto quello di cui ha bisogno e racconta di come si sia innamorata della sua personalità, del suo sorriso e del suo stile.
Questo è il secondo singolo di Aaliyah composto da Timbaland e Missy, dopo If Your Girl Only Knew.
One in a Million aveva una struttura e una sonorità completamente diverse da tutto quello che circolava in radio in quel periodo. Missy Elliott ha ricordato spesso l'impatto che il brano ha avuto sulla musica:
"Ero in un locale una sera, e il DJ l'ha messa DIECI VOLTE, non mento. E questo mentre metteva dischi di Biggie e Tupac, e a un certo punto partiva One in a Million in mezzo a tutto quel rap di strada! Quello che ho detto è stato, OK, si tratta di qualcosa di diverso - stiamo andando oltre, stiamo cambiando la musica."

## Video
Il videoclip del brano vede il regista Paul Hunter al suo debutto nel mondo dei video musicali. La prima scena mostra la cantante in un completo di pelle nero e attillato, sdraiata sul cofano di una Ford Mustang nera attorniata da giornalisti e fan che cercano di strappare autografi e foto all'artista. Nei sedili anteriori dell'auto siedono Timbaland e Missy Elliott. La scena principale del video vede la cantante con una sorta di benda metallica su un occhio e un bikini argentato che controlla da un monitor i movimenti de suo amante, interpretato da Ginuwine, il quale cerca di raggiungerla e capire dove si trovi. Aaliyah decide di mostrarsi e irrompe nella stanza dove si trova il ragazzo, approcciandolo e togliendogli la giacca, per mostrare un tatuaggio sul suo bicipite che porta il nome della cantante. La coreografia è eseguita in una stanza completamente bianca in cui l'artista danza in coppia con un solo ballerino, entrambi vestiti di bianco. Il video si conclude con la cantante in sella a una moto guidata da un altro uomo.
Il video ha delle ambientazioni high tech, molto futuristiche e minimaliste.

### Remix
È presente anche una versione remix del video, in cui Timbaland e Missy Elliott appaiono nella scena girata all'interno della camera bianca insieme alla cantante, e dove Ginuwine duetta con l'artista. Anche il remix in questione è stato prodotto da Timbaland, e la base del pezzo presenta delle affinità con Pony di Ginuwine, tra cui l'uso di vocalizzi deformati.

## Ricezione
La canzone ha avuto un buon successo nelle radio Statunitensi, tanto da spingere le vendite dell'album da cui è tratta. Il singolo ha raggiunto la prima posizione delle "R&B Airplay Charts" durante la settimana del 4 gennaio 1997, rimanendovi per sei settimane consecutive. Il singolo ha speso 29 settimane in questa classifica. Nella Hot 100 Airplay è arrivato invece alla numero 25. Il brano ha avuto successo anche nelle classifiche dance, grazie ai remix da club che sono stati prodotti. Nella A.R.C. Top 40 è arrivato alla posizione numero 15, non entrando però né nella Billboard Hot 100 né nella Billboard Hot R&B/Hip hop Singles & Tracks, perché nel 1997 non era ancora possibile entrare in queste classifiche ai singoli pubblicati esclusivamente per il mercato radiofonico. Nonostante ciò, la canzone è diventata una delle più famose della cantante, e quella in cui Aaliyah viene più identificata. Inizialmente il brano ha trovato delle difficoltà nell'essere inserito sul mercato, a causa del suo beat innovativo. Jomo Hankerson, cugino di Aaliyah e cofondatore della Blackground Records, ha dichiarato a tale proposito:
"Abbiamo ricevuto molta resistenza quando l'abbiamo mandato come singolo. Alcune direttori di programmi radiofonici avevano davvero un problema con i grilli, il direttore di una radio a Chicago a quel tempo disse letteralmente che non avrebbe mandato un disco con dei grilli. Non rientrava in nessuna categoria. Era un pezzo da club, ma era anche una ballad. Era bass heavy, ma era anche un gran pezzo pop. E sfortunatamente, per come funziona la radio, a loro piace catalogare un brano quando lo ascoltano. [...] Ci è voluto molto tempo, ma quando è esploso, ci è rimasto per sempre. Ha aperto la strada ad Aaliyah per diventare la trendsetter che è diventata. Sentivamo di essere all'avanguardia. Sapevamo davvero che Tim 15 anni più tardi avrebbe ancora dominato? Sapevamo che aveva le abilità per farlo, ma chi poteva immaginarselo?"
All'estero il singolo è stato pubblicato nella primavera del 1997 insieme a una riedizione di If Your Girl Only Knew. Nel Regno Unito è arrivato al numero 15, diventando il primo singolo della cantante ad entrare nella top15 britannica. Anche in Nuova Zelanda è stato il suo primo singolo a entrare nella top15, entrando al numero 14 l'8 giugno 1997 e raggiungendo la sua posizione più alta, la 11, la settimana successiva.

## Classifiche
| Classifica (1997)                        | Posizione |
| ---------------------------------------- | --------- |
| Australia                                | 62        |
| Nuova Zelanda                            | 11        |
| Regno Unito                              | 15        |
| U.S. Billboard Hot 100 Airplay           | 25        |
| U.S. Billboard Hot Dance Music/Club Play | 2         |
| U.S. Billboard Rhythmic Top 40           | 2         |
| U.S. Billboard Hot R&B/Hip-Hop Airplay   | 1(6)      |
| U.S. A.R.C. Top 40                       | 15        |

## Cover
Il brano è stato reinterpretato nel 2010 dal cantautore The-Dream e nel 2011 dal cantante Omarion. Entrambe le cover sono state oggetto di aspre critiche. 
Un sample del brano è stato incluso nel singolo Wild Side (2021) di Normani in collaborazione con Cardi B.

## Tracce
UK Promo 12-inch Remixes single
1. One In A Million (Dark Child Remix) – 4:40
2. One In A Million (Dark Child Remix Instrumental) – 4:13
3. One In A Million (Timbaland Remix) featuring Ginuwine – 5:06
4. One In A Million (Wolf-D'd Big Bass Mix) – 4:26
5. One In A Million (Armand's Drum 'N' Bass Mix) – 7:12

U.S. Promo 12-inch Remixes single
1. One In A Million (Timbaland Remix instrumental) – 5:07
2. One In A Million (Dark Child Remix instrumental)– 4:40
3. One In A Million (Timbaland Remix) featuring Ginuwine – 5:07
4. One In A Million (Dark Child Remix) – 4:40

U.S. Promo CD single
1. One In A Million (album version) – 4:30
2. One In A Million (instrumental) – 4:30
3. One In A Million (acapella)     – 4:30